# Estación forestal Analamazaotra
La Estación Forestal Analamazaotra es un área protegida gestionada por la comunidad adyacente a la Reserva Analamazoatra y el parque nacional de Andasibe-Mantadia en centro-este de Madagascar, región de Alaotra-Mangoro. Consta de 710 hectáreas de bosques tropicales y de hábitat restaurado. Se gestiona a través de un contrato entre la organización local de la comunidad de gestión Mitsinjo y el Ministerio de Aguas y Bosques. Gran parte de la estación forestal está siendo reforestada con la vegetación nativa a través de un proyecto de restauración del hábitat.
Parte del documental de David Attenborough 2011 BBC Madagascar fue filmado en la Estación Forestal Analamazaotra, incluyendo una escena notable, donde los tenrecs rayas de las tierras bajas cruzan un pequeño arroyo.

## Fauna
La Estación Forestal es el hogar de una variedad extrema de la biodiversidad. Hay por lo menos siete grupos de Indri indri dentro de la reserva, dos de los cuales están habituados a la gente y son comúnmente vistos por los turistas. También hay lémures ratón, lémures enanos de orejas peludas, lémures enanos , aye- aye, lémures comunes marrones, gris lemur suave y lémures de pequeños dientes. Hay por lo menos seis especies de tenrecs que se encuentran en los alrededores de la Estación Forestal Analamzaotra incluyendo tenrec común sin cola , mayor tenrec erizo, tenrec de tierras bajas con rayas , topo tenrec del arroz , tenrecs musaraña y tenrec acuático.
La reserva también es conocida por su herpetofauna. Más de 100 especies de ranas se encuentran dentro de un radio de 30 kilómetros de la Estación Forestal Analamazaotra. Hay por lo menos cinco especies de camaleón, incluyendo el camaleón de hoja pigmeo marrón, camaleón de Parson, camaleón de cortos cuernos , camaleón-nariz cuernos, y camaleón de nariz corta. La estación de bosque es también el hogar de la boa de Madagascar.